# Natuurhistorisch museum van Tartu
Het Natuurhistorisch museum van Tartu (Ests: Tartu Ülikooli Loodusmuuseum) is museum in de Estse universiteitsstad Tartu. Het museum is verantwoordelijk voor de natuurhistorische collectie van de Universiteit van Tartu. Ook beheert het de Botanische tuin van Tartu.

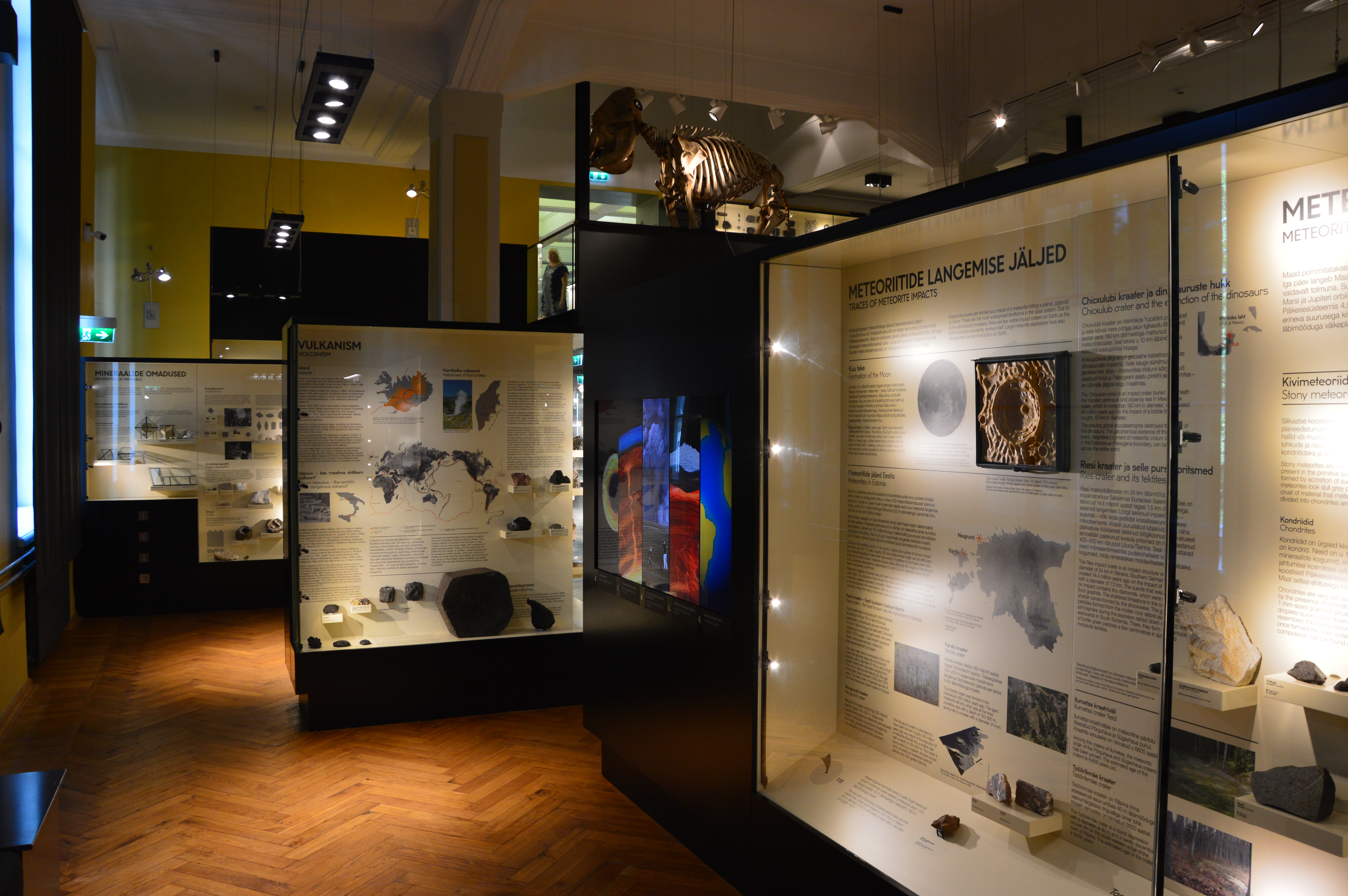
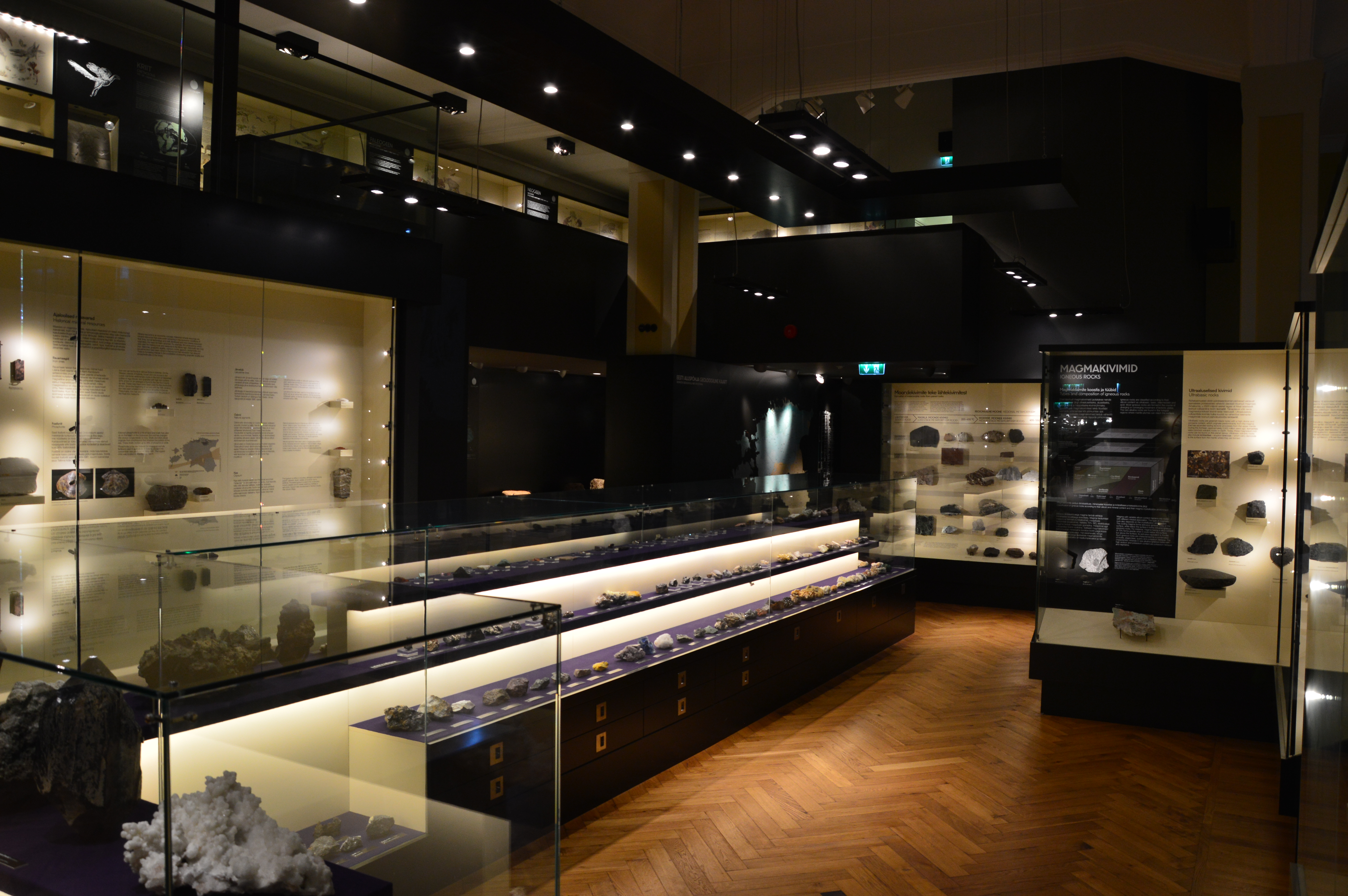
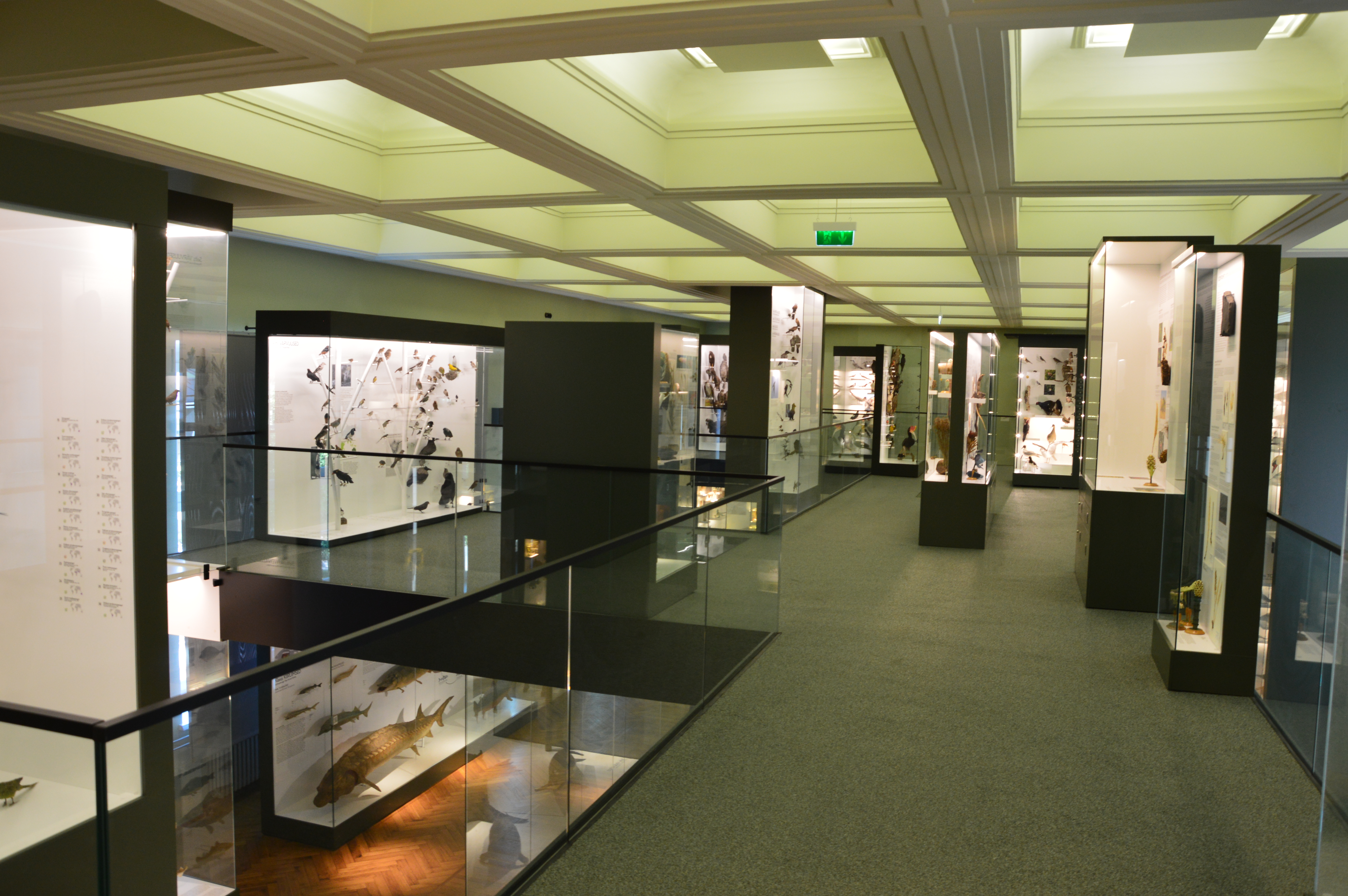
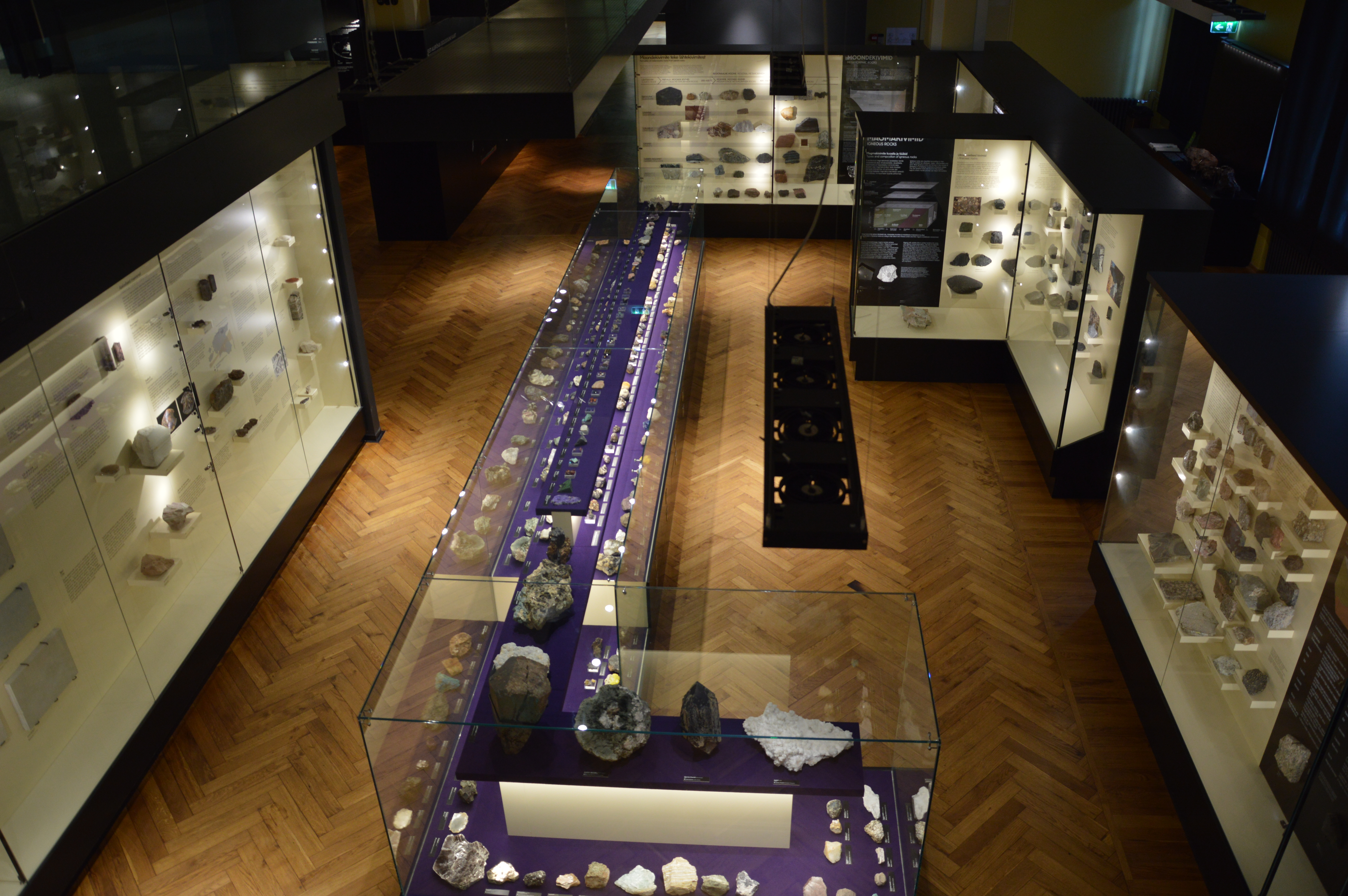

Dom van Tartu · Universitair kunstmuseum van Tartu · Oude sterrenwacht van Tartu · Botanische tuin van Tartu · Natuurhistorisch museum van Tartu